# David Westerlund
David Westerlund, född 1949, är en svensk religionsvetare, islamolog och författare till en rad arbeten om olika religioner. 
David Westerlund är professor i religionsvetenskap vid Södertörns högskola på Institutionen för genus, kultur och historia och är forskare vid Kungliga Vitterhetsakademien. Hans undervisning och forskning rör framför allt tre religionsområden: inhemska afrikanska religioner, islam och kristendom. I geografiskt hänseende är det främst Afrika och Europa som fokuseras. Hans Afrikaforskning har i första hand bedrivits i Tanzania, Nigeria och Sydafrika. Tematiskt tillhör inter-religiösa relationer, religionspolitologi, historiografi samt religion och hälsa hans primära intressen. Inom dessa områden har han givit ut ett flertal böcker på internationella och svenska förlag.
Westerlund har författat flera böcker om inhemska afrikanska respektive afro-amerikanska religioner samt, tillsammans med Ingvar Svanberg, en stor handbok om Sveriges religiösa mångfald.
Westerlund har ett omfattande internationellt samarbete och har bland annat varit huvudansvarig för publiceringsfrågor (publication officer) för African Association for the Study of Religions. Han har också varit redaktör för Svensk Religionshistorisk Årsskrift. Han är ledamot av Nathan Söderblom-Sällskapet.